# Village (Spiel)
Village ist ein Brettspiel von Inka und Markus Brand. Das Spiel erschien 2011 in Deutschland bei eggertspiele mit Illustrationen von Dennis Lohausen und wird von Pegasus Spiele vertrieben. Es erschien auch bei mehreren anderen Verlagen in verschiedenen Sprachen.
2012 war es eins der vier Spiele bei der deutschen Brettspielmeisterschaft.

## Auszeichnungen
Village erhielt die Auszeichnung zum Kennerspiel des Jahres 2012, erreichte beim Deutschen Spiele Preis 2012 den 1. Platz und wurde beim International Gamers Award 2012 in der Rubrik General Strategy – Multi-Player nominiert. Von der Hochbegabtenvereinigung Mensa International erhielt es aus Deutschland den MinD-Spielepreis 2014 und aus der Schweiz 2012 den Mensa Preference für das beste im letzten Jahr erschienene Gesellschaftsspiel.

## Spiel

### Spielziel
In einem mittelalterlichen Dorf müssen die Spieler die Geschicke einer Familie lenken. Die Lebenszeit der Dorfbewohner ist allerdings begrenzt und alle Tätigkeiten, denen sie nachgehen, kosten Zeit. Ziel des Spiels ist es, durch geschicktes Güter- und Zeitmanagement die meisten Siegpunkte zu erreichen.

### Spielablauf
Vorbereitung
Jeder Spieler erhält einen separaten Hofplan in seiner Spielfarbe, auf dem zu Beginn vier Familienmitglieder der ersten Generation leben, und auf dem ein Marker die verstreichende Lebenszeit anzeigt. Dann werden eine – je nach Spieleranzahl variable – Anzahl sogenannter Einflusssteine (in vier verschiedenen Farben) und schwarze Peststeine verdeckt gemischt und auf den Aktionsfeldern des eigentlichen Spielplans verteilt.
Rundenablauf
Der jeweils aktive Spieler sucht sich nun ein Aktionsfeld aus, nimmt einen dort ausliegenden Einflussstein vom Spielplan und darf anschließend die entsprechende Aktion ausführen. Die genommenen Einflusssteine werden auf dem Hof gesammelt und können an anderen Stellen wieder eingesetzt werden; die schwarzen Peststeine dagegen haben keinen weiteren Nutzen und kosten darüber hinaus Lebenszeit. Der Spielplan beinhaltet sieben verschiedene Aktionsgebiete: Wie oft eine Aktion in jeder Runde möglich ist, wird von der Anzahl der Einflusssteine geregelt, die auf dem jeweiligen Aktionsfeld ausliegen.
Aktionsgebiete
Die sieben Aktionsgebiete sind wie folgt gestaltet: In den Handwerksbetrieben kann man Güter von Familienmitgliedern produzieren lassen oder gegen Einflusssteine eintauschen. Auf dem Markt versuchen die Spieler, durch Abgabe von Gütern Kundenwünsche zu erfüllen und auf diese Weise Siegpunkte zu erreichen. Die Getreideernte liefert Getreidesäcke, die auf dem Hofplan abgelegt werden. Die Hochzeit bringt neue Familienmitglieder bzw. holt diese vom Spielplan zurück auf den Hof. Auf Reisen lassen sich verschiedene Boni gewinnen; in der Ratsstube können stufenweise neue Vorteile (Startspieler, Einflusssteine, Güterplättchen) und Siegpunkte errungen werden; in der Kirche schließlich sind ausschließlich Siegpunkte zu gewinnen (s. Messe). Der Wunschbrunnen erlaubt gegen Abgabe dreier gleichfarbiger Einflusssteine eine beliebige, auch bereits "vergriffene" Aktion durchzuführen.
Zeitverbrauch

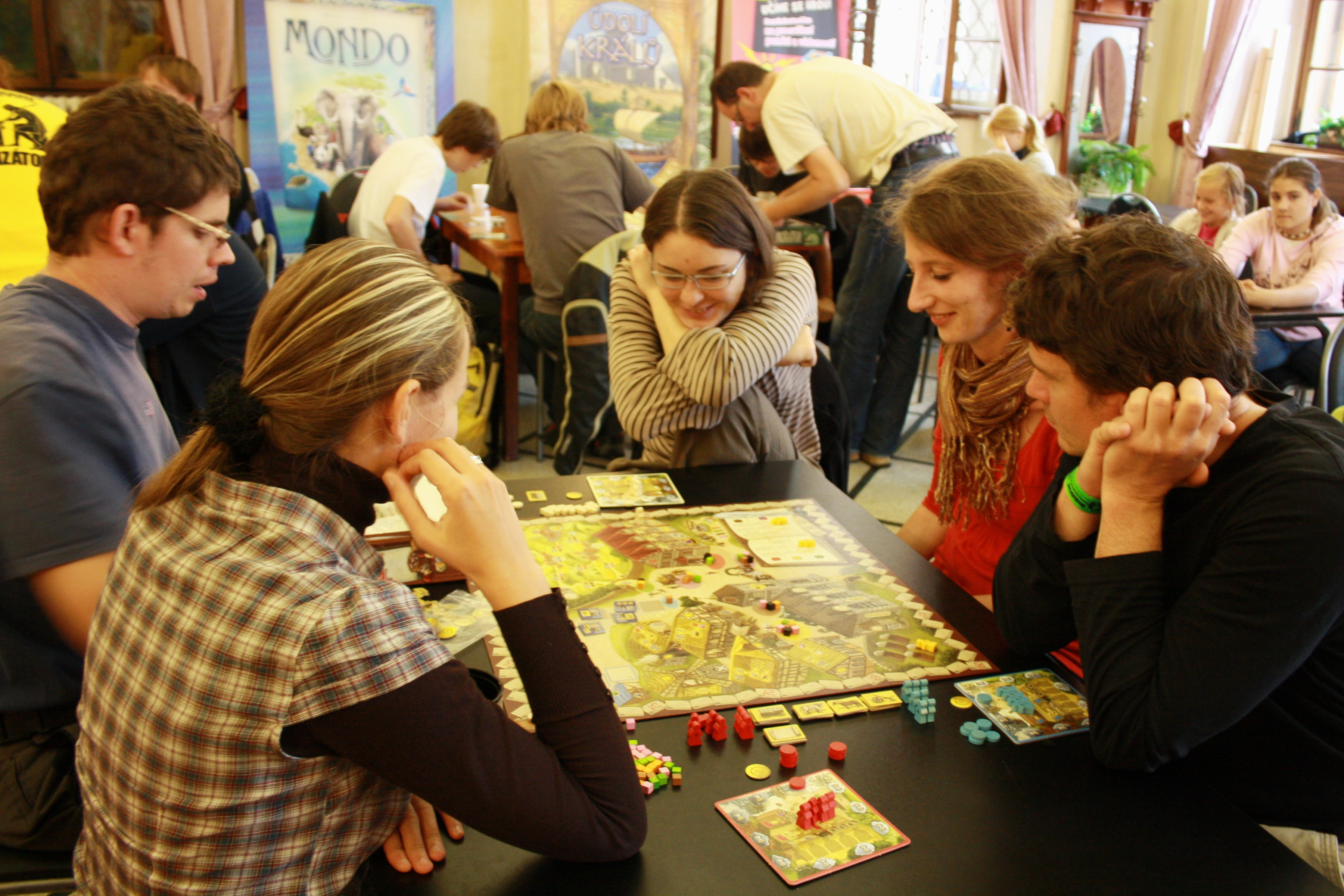
Village

„Zeit“ ist ein entscheidender Faktor in Village: Der Zeitverbrauch wird auf der Lebenszeitleiste des eigenen Hofplans festgehalten und führt dazu, dass regelmäßig Familienmitglieder der jeweils ältesten Generation sterben. Der Ort, an dem ein Familienmitglied zu diesem Zeitpunkt steht, bestimmt den Ort der Bestattung in der Dorfchronik (was auch Siegpunkte erbringen kann). Sind die Plätze in der Chronik für diesen Bereich belegt, so findet die Beisetzung in den anonymen Gräbern statt.
Spielrundenende/Messe
Wenn keine Einflusssteine mehr auf dem Spielplan liegen, wird in der Kirche die Messe gelesen, bei der Familienmitglieder in die Kirche gelangen, dort in der Hierarchie aufsteigen oder die Mehrheit erlangen können (was Siegpunkte erbringt). Nach Rundenende werden die Aktionsfelder mit neuen Einflusssteinen belegt.
Spielende
Das Spielende wird eingeläutet, wenn der letzte Platz in der Dorfchronik oder das letzte freie anonyme Grab belegt sind. Zum Schluss erfolgt die Endwertung, in der es Punkte für erlangte Stufen in Kirche und Rathaus, für erzielte Reise-Etappen, für Kundenplättchen und Goldmünzen sowie für die verstorbene Familienmitglieder in der Dorfchronik gibt. Der Spieler mit den meisten Punkten gewinnt.

## Erweiterungen

### Kunden-Erweiterung
2012 erschienen vier zusätzliche Kundenplättchen als Beilage verschiedensprachiger Brettspiel-Fachzeitschriften. Die Mini-Erweiterung kann auch separat bestellt werden. Mittlerweile ist sie in einigen Ausgaben des Grundspieles enthalten.

### Village Inn
Im Mai 2013 erschien mit Village Inn eine Erweiterung, die Spielmaterial für einen 5. Spieler sowie ein Wirtshaus (inkl. der Möglichkeit, Bier zu brauen) enthält.

### Village Port
Anfang Oktober 2014 erschien die zweite Erweiterung unter dem Namen Village Port. Sie erweitert das Spiel um das Themengebiet Seefahrt und lässt sich sowohl ohne, als auch mit Village Inn spielen.

### Kunden-Erweiterungen
Zum zwanzigjährigen Jubiläum von Darmstadt spielt erschien eine Sonderausgabe für mehrere Spiele, die auch eine weitere Schatzkiste für Village Port enthielt.
2014 erschien eine weitere Minierweiterung mit vier zusätzlichen Kundenplättchen. Zwei davon ergänzen das Basisspiel, und jeweils eines ergänzt die Erweiterungen Village Inn und Village Port.

## Adaption
Viktor Schulz, Redakteur von eggertspiele, komponierte zum Spiel "Village" einen Song, verfasste den Text und spielte ihn auf Youtube ein. Er gilt als das offizielle Lied zum Spiel.